# Africa Cup Sevens
El Africa Cup Sevens es un torneo masculino de selecciones de rugby 7 que se realiza en África desde 2012.

## Historia
El torneo se fundó el año 2012 y su primera edición se disputó en Rabat, Marruecos, coronando como el primer campeón del torneo al seleccionado de Zimbabue luego de vencer por 33 a 12 en la final a Túnez.
Durante su existencia ha servido como clasificatorio a diferentes competencias internacionales, entre ellas el Challenger Series, Copa del Mundo de Rugby 7, Juegos de la Mancomunidad y los Juegos Olímpicos.

## Campeonatos
| Edición | Año  | Sede          | Campeón   | Resultado | 2º puesto |
| ------- | ---- | ------------- | --------- | --------- | --------- |
| I       | 2012 | Rabat         | Zimbabue  | 33 - 12   | Túnez     |
| II      | 2013 | Mombasa       | Kenia     | 24 - 19   | Zimbabue  |
| III     | 2014 | Harare        | Sudáfrica | 38 - 5    | Kenia     |
| IV      | 2015 | Johannesburgo | Kenia     | 21 - 17   | Zimbabue  |
| V       | 2016 | Nairobi       | Uganda    | 38 - 19   | Namibia   |
| VI      | 2017 | Kampala       | Uganda    | 10 - 7    | Zimbabue  |
| VII     | 2018 | Monastir      | Zimbabue  | 17 - 5    | Kenia     |
| VIII    | 2019 | Johannesburgo | Kenia     | 29 - 0    | Uganda    |
| IX      | 2022 | Kampala       | Uganda    | 28 - 0    | Zimbabue  |
| X       | 2023 | Harare        | Kenia     | 17 - 12   | Sudáfrica |
| XI      | 2024 | Mauricio      | Uganda    | Tabla     | Sudáfrica |

## Posiciones
- Número de veces que las selecciones ocuparon las dos primeras posiciones en todas las ediciones.

| Selección | Campeón | 2º puesto |
| --------- | ------- | --------- |
| Kenia     | 4       | 2         |
| Uganda    | 4       | 1         |
| Zimbabue  | 2       | 4         |
| Sudáfrica | 1       | 2         |
| Namibia   |         | 1         |
| Túnez     |         | 1         |